# Lorenzo Sabatini
Pour les articles homonymes, voir Sabatini.
Lorenzo Sabatini, parfois appelé Lorenzino da Bologna (Bologne, v. 1530 - Rome, 1576), est un peintre maniériste italien du XVIe siècle actif à Bologne, Florence et Rome.

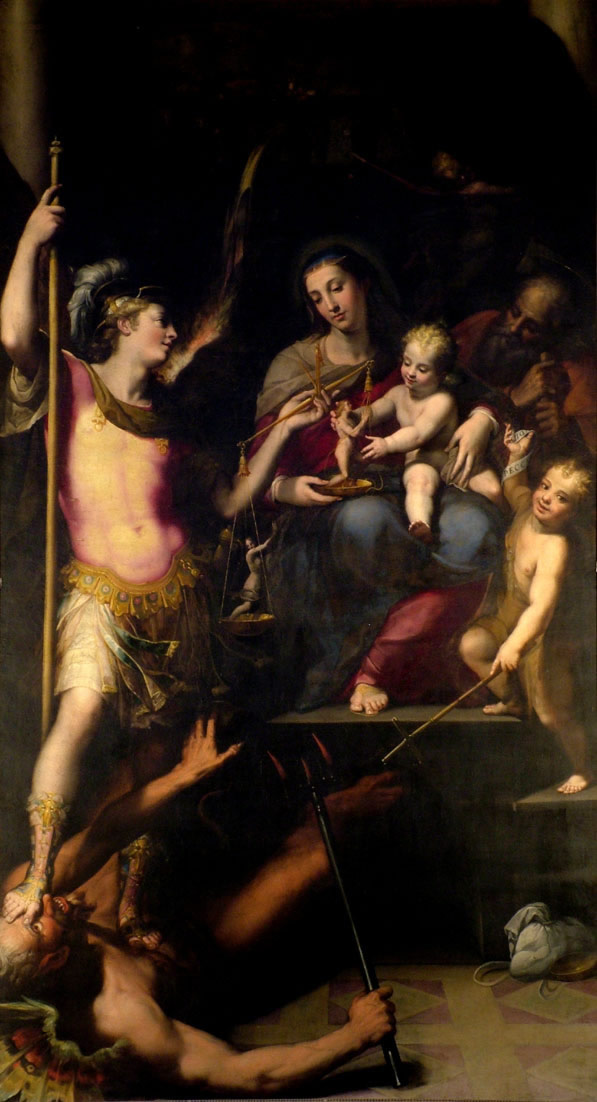
Sainte Famille et saints, en collaboration avec Denis Calvaert.

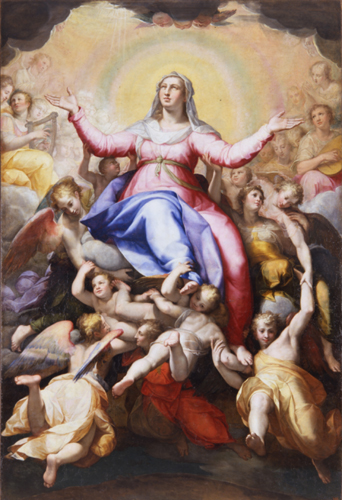
Assomption de la Vierge

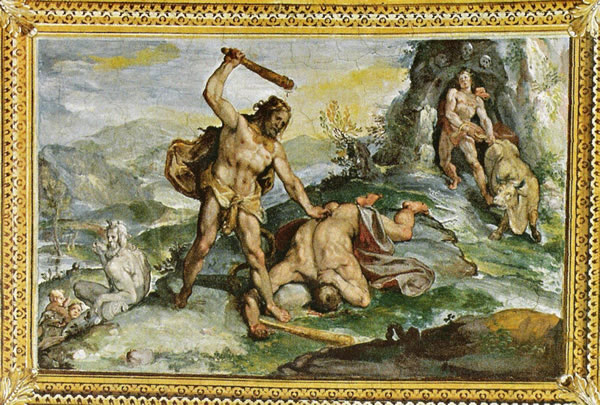
Caïn et Abel.

## Biographie
Ami d'Orazio Sammachini, il étudie à Florence, dans les années 1560, auprès de Prospero Fontana, son maître puis collaborateur, et de Giorgio Vasari. Son style subit l'influence de ce dernier et de Parmigianino. Il s'inscrit ensuite à l'académie du dessin de Florence.
Il visite Rome sous le pontificat de Grégoire XIII (1572-1585). Sans être membre de son école, il imite Raphaël. Le pape le charge de  peindre les parois de la Chapelle Pauline, de part et d'autre des deux grandes fresques de Michel-Ange (alors que Federico Zuccari décore le plafond) et de la Sala Regia, où il exécute son chef-d'œuvre : Le Triomphe de la Foi sur l'Infidélité. Ces travaux recueillent la satisfaction du pontife, qui le nomme surintendant des décorations du Vatican.
Retourné à Bologne, il y décore, entre 1566 et 1572, les églises Santa Maria delle Grazie, la Chiesa della Morte, San Martino Maggiore et San Giacomo.
Il revient à Rome pour travailler avec Vasari, en 1572-1573, à la Sala Regia du Vatican. Après la mort de son collègue, il devient surintendant des travaux sous Grégoire XIII.
Il a  pour élèves le graveur Giulio Bonasone, le peintre hollandais Denis Calvaert et, peut-être, Giacomo Zanguidi.

## Œuvres
- La Vierge, l'Enfant et le petit saint Jean-Baptiste (1572), peinture à l'huile sur toile, musée du Louvre
- La Sainte Famille avec sainte Anne et saint Jean-Baptiste enfant
- Saint Jérôme dans le  désert
- Une Sybille et un prophète avec des anges, dessin pour une section de la décoration d'une arcade